# L7線膛炮
L7線膛炮（美軍則命名為M68）是英國皇家兵工廠在第二次世界大戰後因應蘇聯推出100毫米口徑戰車炮的T-54坦克而研發的105毫米口徑線膛炮，此炮現已成為世界上最普遍使用的一种坦克炮之一。

## 概述

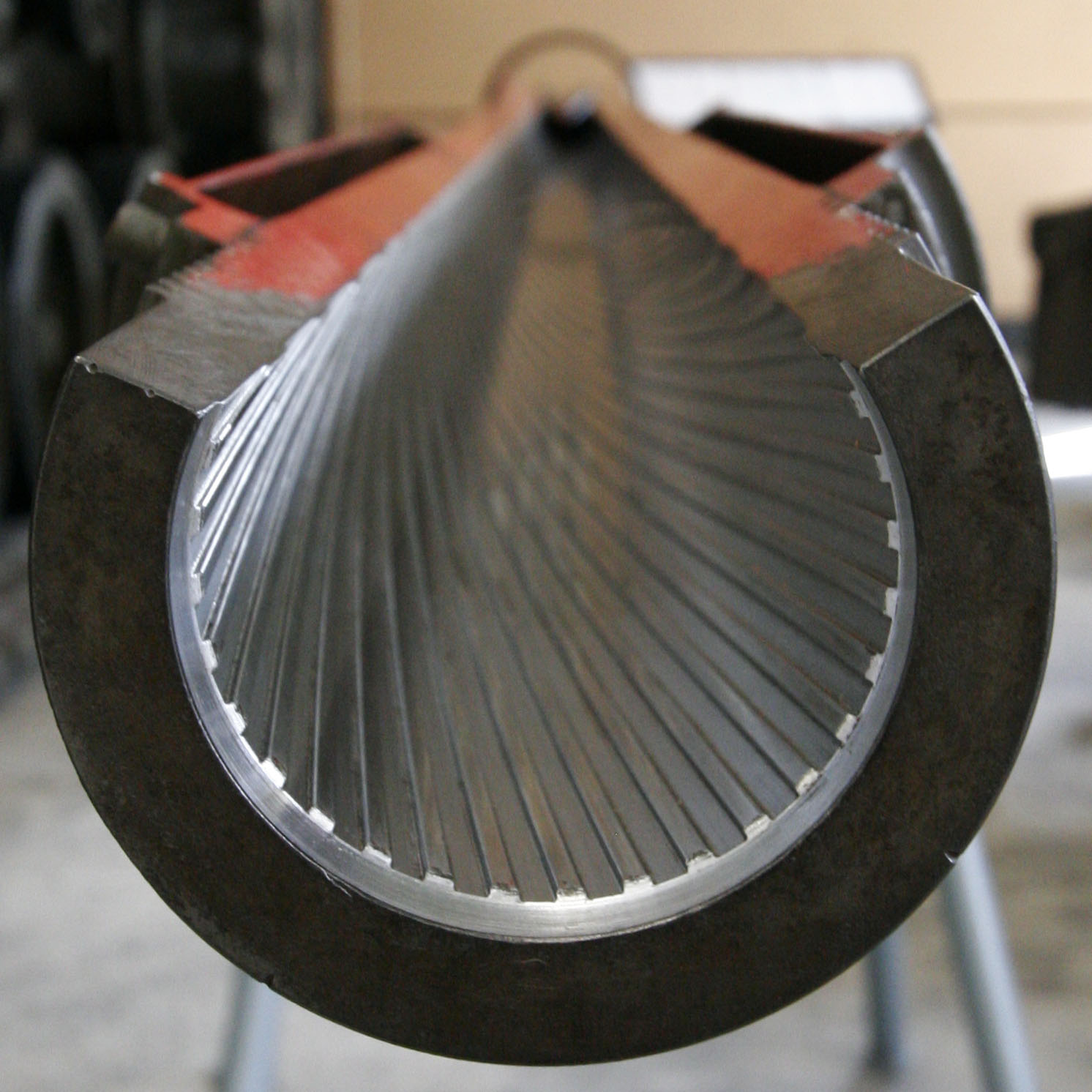
L7炮管內壁的膛線

在二戰結束後，英美兩國的戰車主炮分別為百夫长坦克使用的QF 20磅炮與M1 90公釐砲，雖然口徑不同，但兩者火力介於伯仲之間。兩者都存在著無法有效擊穿IS系列坦克的弧形重裝甲的问题。英國在1950年代開始研發更強火力，但是與20磅炮需求空間相同，可供現役戰車升級的新型戰車炮。
促使新型戰車炮加速換裝的引爆點為1956年匈牙利十月事件，北約國家除了對蘇聯的裝甲部隊推進速度感到驚訝外，也對T-54/55戰車系列戰力作出高評價；英國武官在迅速檢查衝入英國使館的T-54之後，得出20磅炮已經無法對抗蘇聯戰車的結論，於是高性能戰車炮得加速開發；1959年，105公厘戰車炮安裝在百夫長7型上通過測試，隨即量產供現役戰車升級或是新戰車的主力武裝。1960年代初開發的西方國家主力戰車大量採用這型新式主炮，同時英國也大量授權給盟國製造並開發相關改型，讓L7戰車炮成為冷戰期間主力戰車中最普及的裝備。
但使用105公厘口徑作為戰車炮標準者不只有英國，法國GIAT（現Nexter）與義大利奧托梅萊拉也各自開發了本國版本的105公厘戰車炮，但仍保有相容L7戰車炮使用彈種的功能降低後勤複雜性。

## L7的炮彈

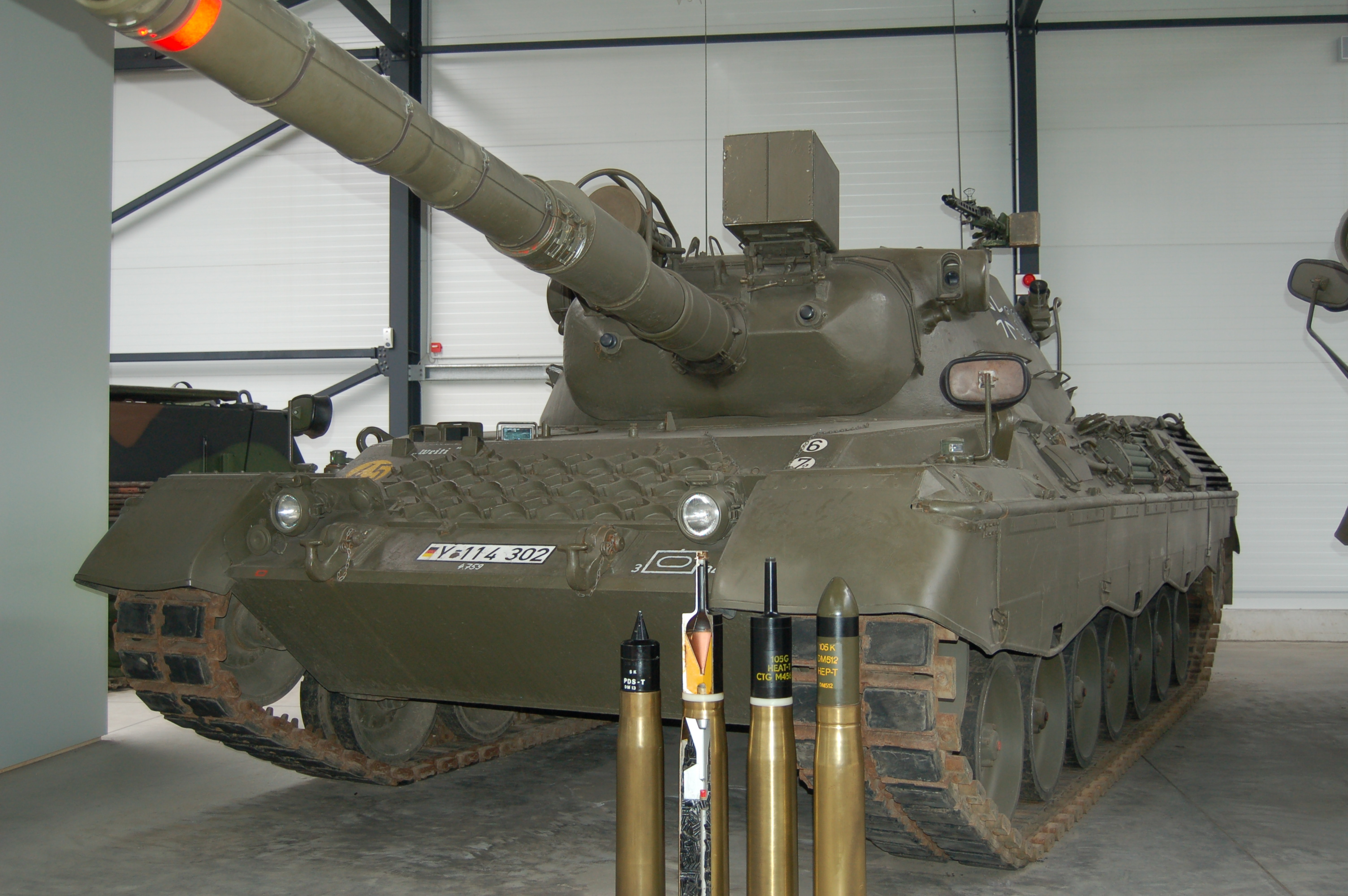
L7可以使用的炮彈

由於服役時間久，授權國家多，L7在操作歷史中出現了許多種類的炮彈可供選擇，反戰車的主要彈種有：
- 高爆反坦克彈（HEAT）
- 黏著榴彈（HESH）
- 脫殼穿甲彈（APDS）
- 翼穩脫殼穿甲彈（APFSDS）

M494，APERS-T，美國為M68砲開發，特殊的多用途引信彈藥，它有一個VT引信，對於人員，輕裝甲，甚至於低空飛行器都有效。

M735，APFSDS-T，動能穿甲彈，包括多種次型號，有M735、M735E1、M735E2、XM735E2，使用M30推進藥。

M774，APFSDS-T，美國為M68砲開發，特點是貧鈾彈體，使用M30推進藥。

M833，APFSDS-T，美國為M68砲開發，穿甲彈蕊全長552mm，與M774是相同M30推進藥，但藥量略少一點點。

M900，APFSDS-T，原來是為了給M1的M68砲所開發的動能穿甲彈，使用更先進的M43推進藥，穿甲彈蕊全長603mm。

M456，HEAT-T，HEAT彈，包括M456、M456A1、M456E1，三者的襯套有些不同，在M456是沒有襯墊，而其他二者有但材質不同。

M456A2，HEAT-T，HEAT彈，改良了引信，彈體與全彈都加長，同標準的是M456A1E2。

M490，TP-T，M456系的訓練彈，外觀雷同，不具備爆炸性能。

M490A1，TP-T，與M490的不同是沒有尾部彈體與彈翼，鋼材質而非鋁，推進藥是M14而非M30。

DM128，TPCSDS-T，M68的動能穿甲訓練彈，可替代M735、M774、M833三種彈藥之訓練。

M392，APDS-T，穿甲彈，碳化鎢彈心，此編號為美軍給予，實際上是英軍的L36A1，並在英國生產。次型為M392A2。

M728，APDS-T，穿甲彈，鎢合金彈心，英軍型號為L39。

M393，HEP-T，高爆彈，用於殺傷人員與炸毀物資，必要時也可以用來射擊輕裝甲目標。次型號為M393A1與M393A2，差別在於使用的引信不同。

M393A1，TP-T，M393系列的訓練彈，彈道性能與HEP-T的M393A1、M393A2一樣、惰性彈體不會爆炸。
目前最優秀的105公厘反戰車炮彈大約有貫穿600公厘均質裝甲的效力。

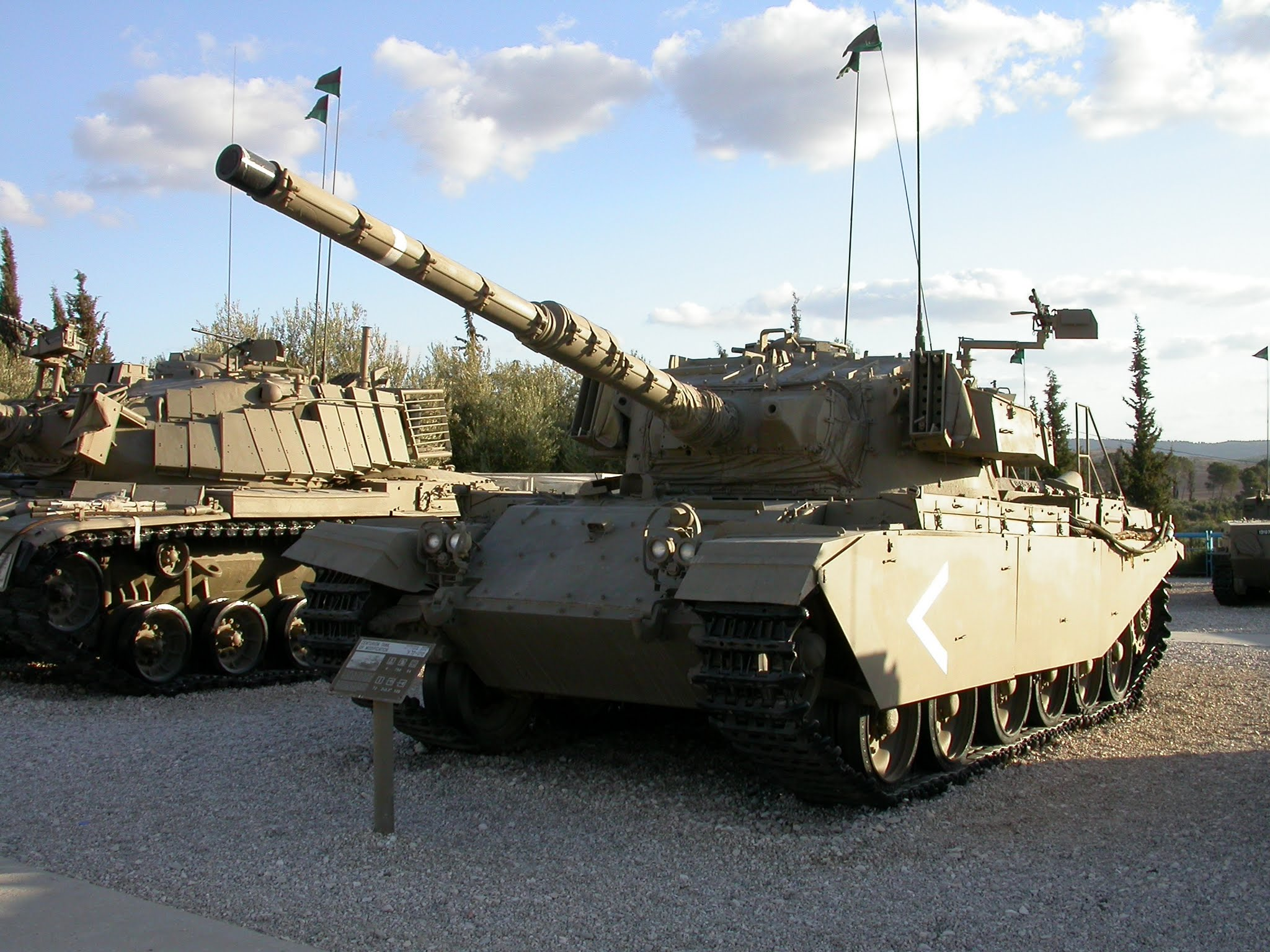
换装L7線膛炮的百夫长坦克Mark 5/2型

## 使用坦克
美国
- M47巴頓
（西班牙的M47E1及M47E2）
- M48巴頓
（M48A5與西德的M48A2GA2）
- M60巴頓
- M1艾布蘭
- 魟魚式輕型坦克
- M8-AGS
- M1128史崔克MGS（配有自動裝彈機的M68A1E4或M68A2）

 阿根廷
- TAM坦克

 英国
- 百夫長坦克
(Mk.7/2, Mk.8/2, Mk.9, Mk.10, Mk.12, Mk.13)
- 維克斯主戰坦克

 以色列
- 馬戈其坦克
- 肖特坦克
- 蒂朗4/5/4SH/5SH/TI-67戰車（日语：チラン (戦車)）
- 梅卡瓦Mk.I/Mk.II主力戰車

 印度
- 勝利式主力戰車（英國維克斯主戰坦克授權生産）

 瑞士
- Pz61主戰坦克
- Pz68主戰坦克

 瑞典
- Stridsvagn 103

 西德
- 豹1型坦克

 巴西
- 奧索里約主力戰車

- K1主力戰車

 中華民國
- CM-11勇虎式戰車(M68A1)
- CM-12戰車(M68A1)
- M60A3 TTS巴頓戰車(M68A1)
- 雲豹輪型戰車(T112)

 中华人民共和国
- 59式坦克部分改型
- 69式坦克部分改型/79式坦克
- 80式/88式主战坦克
- ZTD-05兩棲突擊車
- ZTL-11裝甲突擊車
- ZTQ-15輕型坦克

 日本
- 74式坦克
- 16式機動戰鬥車

### 英國前代的武器
- 皇家兵工廠L1坦克炮，美國M58坦克炮的英國授權版本